# Паразониум

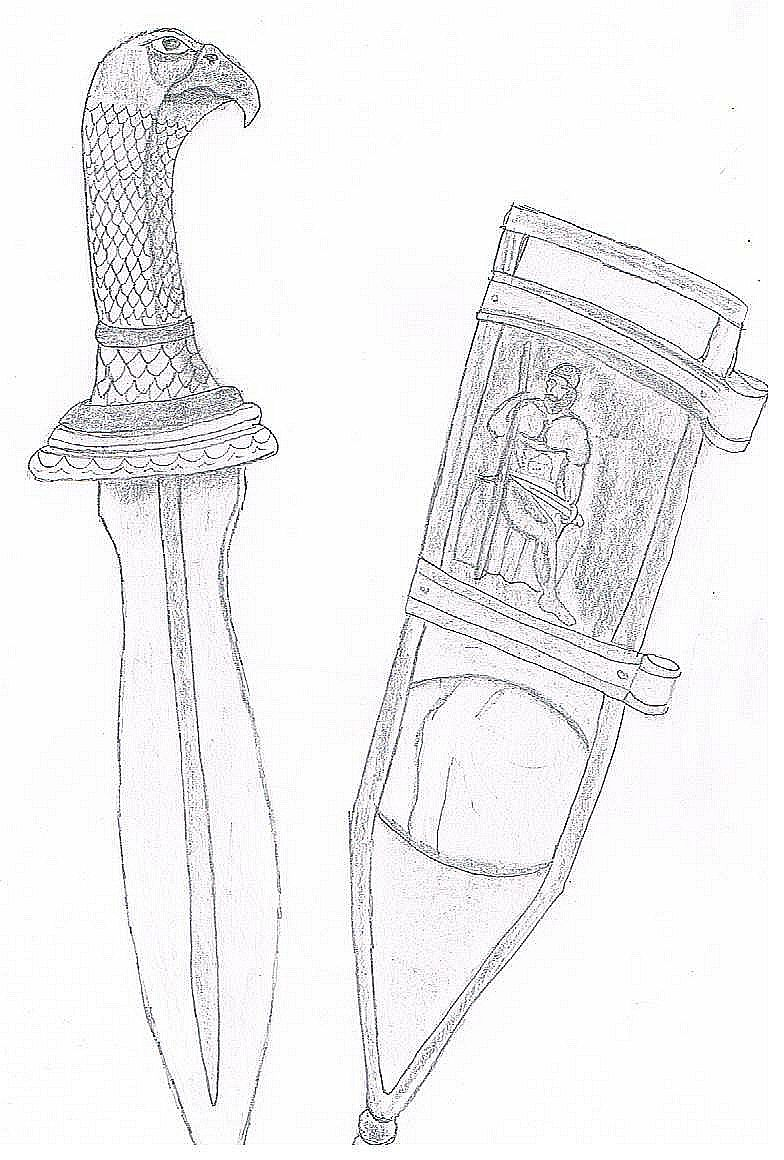
Паразониум

Паразониум (Parazonium) — древнеримский обоюдоострый короткий меч. Использовался как личное оружие.
Подобное оружие получило распространение в Древней Греции, где ему придали дополнительный религиозный смысл. Во времена Римской империи в легионах становится статусным оружием — его носили командный состав и высшие воинские начальники.
Паразониум имел клинок длиной около 30 см широкой листообразной формы. Зачастую был богато оформлен.